# Come Over When You're Sober, Pt. 2
Come Over When You're Sober, Pt. 2 je drugi studijski album američkog repera i pjevača Lil Peepa. Objavio ga je izvođač AUTNMY 9. studenoga 2018. preko Columbia Recordsa. Album je drugi nastavak studijskog albuma Come Over When You're Sober, Pt. 1 te sadrži teme kao što je uporaba droga, depresija, samoubojstvo i odnosi, isporučene »umrtvljenim« vokalima i kompozicijama inspiriranim alternativnim rockom.
Kao Lil Peepovo prvo posthumno izdanje, Come Over When You're Sober, Pt. 2 dolazi poslije reperove iznenadne smrti predoziranjem, tri mjeseca nakon objavljivanja svojeg prvog studijskog albuma. Album je debitirao na četvrtom mjestu američke ljestvice Billboard 200, prodavši više od 81.000 primjeraka albuma u prvom tjednu prodaje. Album je općenito dobio pozitivne ocjene glazbenih kritičara, koji su hvalili njegovu produkciju i stihove te istaknuli njegov "značaj za generaciju Z". Album je izrodio pet singlova, a glavni je bio „Falling Down” s također pokojnim američkim emo reperom XXXTentacionom.

## Snimanje
Demo snimke za album snimio je Peep u isto vrijeme kad i svoj debitantski album, a stihovi koje je napisao inspirirani su suvremenim događajima i osobnim žaljenjima. Nakon preuzimanja ovih demo snimaka od strane Columbia Recordsa, produkcija je započela posthumno s povratkom produkcijskog trojca IIVI-ja i već dugogodišnjeg suradnika Smokeasca. Peepova majka, Liza Womack, bila je uključena u proces produkcije i govorila je na skupu koji je organizirala Columbia Records kako bi promovirala album.

## Popis pjesama
| 1.    | »Broken Smile«                              | 4:40 |
| 2.    | »Runaway«                                   | 3:12 |
| 3.    | »Sex With My Ex«                            | 3:33 |
| 4.    | »Cry Alone«                                 | 2:47 |
| 5.    | »Leanin«                                    | 3:26 |
| 6.    | »16 Lines«                                  | 4:06 |
| 7.    | »Life Is Beautiful«                         | 3:27 |
| 8.    | »Hate Me«                                   | 3:00 |
| 9.    | »IDGAF«                                     | 3:34 |
| 10.   | »White Girl«                                | 3:21 |
| 11.   | »Fingers«                                   | 3:02 |
| 12.   | »Falling Down (s XXXTentacionom)«           | 3:18 |
| 13.   | »Sunlight On Your Skin (s iloveMakonennom)« | 3:20 |
| 44:44 |                                             |      |

## Napomene
- Pjesma „Falling Down” interpolacija je pjesme „Sunlight On Your Skin” izvorno snimljene s iLoveMakonnenom, dok je XXXTentacion naknadno snimio svoj dio.[3] Obje pjesme su se našle na deluxe izdanju albuma.
- U studenome 2023. godine, objavljeno je tzv. originalno izdanje albuma, a uključivalo je sve pjesme osim „Sunlight On Your Skin”, „Falling Down” i „Hate Me”.[4]